# Los éxitos de Adamo en español
Los Éxitos de Adamo en Español es el tercer álbum compilatorio de los sencillos en español distribuidos en Chile por el cantante Salvatore Adamo. Su lanzamiento fue en el año 1967 y toda su traducción fue trabajo de J. Córcega. La dirección de orquesta es de Oscar Saintal.

## Lista de canciones

### Lado A
1. "Quiero"
2. "En Bandolera..."
3. "Nada Que Hacer"
4. "El Tiempo Se Detiene"
5. "Mis Manos en tu Cintura"
6. "Porque Yo Quiero"

### Lado B
1. "Un Mechón de Cabellos"
2. "Era una Linda Flor"
3. "La Noche"
4. "Tu Nombre"
5. "Mi gran noche"
6. "Ella..."

- Datos: Q5408164